# Signoria
Signoria (od wł. signore – pan) – forma rządów w komunach miast środkowych i północnych Włoch popularna w średniowieczu i w okresie renesansu. Polegała ona na przejmowaniu władzy w miastach przez przedstawicieli bogatych rodów, gdyż często pojawiała się potrzeba silnego rządu, np. w obliczu zagrożenia. Prerogatywy przyznane albo przejęte przez możnowładcę były zazwyczaj dożywotnie, a często przechodziły na jego następców.

## Signorie w Italii
Do najważniejszych signorii związanych z wielkimi rodami we Włoszech zaliczały się:
- Na terytorium cesarskim:

| Miasto   | Signoria                      |
| -------- | ----------------------------- |
| Mediolan | Della Torre, Visconti, Sforza |
| Werona   | Della Scala                   |
| Mantua   | Gonzaga                       |

- Na terytorium papieskim:

| Miasto   | Signoria       |
| -------- | -------------- |
| Ferrara  | Estensi        |
| Bolonia  | Bentivoglio    |
| Rimini   | Malatesta      |
| Cesena   | Malatesta      |
| Fano     | Malatesta      |
| Forlì    | Ordelaffi      |
| Faenza   | Manfredi       |
| Camerino | da Varano      |
| Gubbio   | Gabrielli      |
| Foligno  | Trinci         |
| Imola    | Alidosi        |
| Urbino   | Da Montefeltro |
| Perugia  | Baglioni       |

- W Wenecji od 1423 rządy w republice nazywano mianem Serenissima Signoria (Najjaśniejsza Signoria).